# Campagne partiche di Ventidio Basso
Le campagne partiche di Ventidio Basso furono combattute nel 39-38 a.C. dalle legioni romane contro l'esercito dell'Impero partico che aveva invaso nel 40 a.C. la provincia romana di Siria sfruttando la confusione insorta nei territori orientali dopo la guerra civile tra i triumviri e i cesaricidi.
Dopo numerosi successi dei Parti, guidati inizialmente da Quinto Labieno, un esponente della fazione anti-cesariana, l'intervento delle legioni romane veterane guidate dall'abile luogotenente di Marco Antonio, Publio Ventidio Basso, capovolse l'esito della guerra. Ventidio sconfisse e uccise Labieno e il generale Franapate nel 39 a.C., e riconquistò i territori perduti. L'anno seguente inflisse una pesante sconfitta al nuovo esercito partico guidato dal re Pacoro che rimase ucciso. La situazione delle regioni orientali venne stabilizzata grazie alle capacità militari di Ventidio Basso che ottenne gli onori del trionfo e pose le basi per la successiva, sfortunata campagna partica di Marco Antonio del 36 a.C.

## Invasione delle province romane d'Oriente
Dopo che Bruto e Cassio erano stati sconfitti nella battaglia di Filippi nel 42 a.C., Quinto Labieno, figlio del luogotenente di Cesare, Tito Labieno, si diede alla fuga verso Oriente e decise di allearsi con i vicini Parti. Quando in seguito, i Parti invasero i territori orientali della Repubblica romana sul finire del 41 a.C. o gli inizi del 40 a.C., al loro re Pacoro, si unì lo stesso Labieno. L'esercito partico attraversò l'Eufrate e attaccò Apamea. L'attacco di Apamea fallì ma Labieno riuscì a convincere le guarnigioni romane in Siria a passare dalla sua parte. L'esercito romano-partico riuscì a sconfiggere l'esercito del governatore di Marco Antonio Lucio Decidio Saxa in battaglia, conquistò Apamea e costrinse Antiochia a scendere a patti passando dalla sua parte. Dopo la sconfitta Romana ad Apamea, i Parti suddivisero il loro esercito. Pacoro si diresse a sud e conquistò il Levante e la Palestina. Labieno si diresse a nord a inseguire Saxa, che venne sconfitto e ucciso in Cilicia. Labieno poi conquistò tutta l'Asia Minore. Sotto Labieno e Pacoro, i Parti avevano raggiunto più o meno l'estensione dell'antico impero achemenide e controllavano tutta l'Asia Minore, tranne alcune città, ma i successi Partici furono effimeri.

## Campagne del 39-38 a.C.
Per difendere la Siria e l'Asia dall'invasione partica, in attesa del suo intervento diretto, Marco Antonio inviò sul posto il suo miglior luogotenente Publio Ventidio Basso con undici legioni veterane; la provincia d'Asia venne assegnata a Lucio Munazio Planco, Domizio Enobarbo ebbe il governo della Bitinia, mentre Asinio Pollione ricevette l'incarico di trasferire via terra in Macedonia le altre legioni veterane che aveva in Occidente.
Ventidio venne a contatto con le armate di Quinto Labieno e dei Parti, che riuscì a battere separatamente presso il monte Tauro: prima la cavalleria parta poi Labieno. Ottenuta questa importante vittoria, inviò la cavalleria romana, guidata da un certo Pompedio Silo, fino al passo del Mons Amanus (l'attuale Giaour Dagh, che separa la Cilicia dalla Siria) dove si trovava un'importante guarnigione nemica, ma questi fu sorpreso dalle truppe dei Parti (guidate da Franapate, luogotenente di Pacoro I) che, per poco, non ne fecero strage se Publio Ventidio Basso non fosse intervenuto per tempo. Anche questa volta il generale romano riuscì a battere le truppe dei Parti ed a respingere un loro nuovo attacco. Ventidio riusciva poco dopo a riconquistare Siria e Palestina ed a trascorrervi l'inverno del 39-38 a.C., senza ricevere nessun riconoscimento ufficiale da parte del Senato.
L'anno successivo Publio Ventidio Basso continuava la sua campagna contro i Parti e batteva, in occasione dell'anniversario della battaglia di Carre (9 giugno del 38 a.C.) Pacoro I ed il suo luogotenente Franapate, presso Gindaro (Cyrrhestica), a 50 km ad est di Antiochia. Così scrive Plutarco:
(Plutarco, Vite parallele - Marco Antonio, 34)
In seguito a questo disastro, il vecchio Orode II fu assassinato dal figliastro Fraate IV, che saliva al trono con il nome di Arsace XV, mentre i Parti furono costretti a riportare il confine al fiume Eufrate, rinunciando così alle sponde del mar Mediterraneo.
Marco Antonio giunse finalmente in Oriente per completare l'assedio di Samosata contro Antioco, ma poiché si protraeva per le lunghe, decise di accettare la resa del re di Commagene, accontentandosi di ricevere 300 talenti d'argento. Al termine di questa sua prima campagna orientale, Ventidio fu mandato a Roma per celebrare il meritato trionfo, mentre Antonio trascorreva l'inverno nella vicina Atene e di programmare la campagna dell'anno successivo.